# Torre Embriaci
La Torre dei Castro, erroneamente chiamata Torre degli Embrìaci, è un'antica torre e palazzo del centro storico di Genova, costruita dalla nobile famiglia dei Castro, anche se erroneamente attribuita agli Embriaci. Situata nella zona più antica di Genova, quella dove sorgeva il "Castrum" che diede nome al quartiere di Santa Maria di Castello. Con 41 metri d'altezza è l'unica delle numerosi torri dell'attuale centro storico di Genova ad essere stata risparmiata dall'editto del 1196 che volle il taglio ad 20 metri di tutte le torri cittadine.

## Storia
La costruzione della torre è attribuita dalla storiografia genovese al celebre Guglielmo Embriaco che, assieme alla flotta del fratello Primo de' Castro, si distinse nella conquista cristiana di Gerusalemme del 1099. Recenti studi hanno identificato la vera torre degli Embriaci in Piazza di Santa Maria in Passione e attribuito il palazzo-torre del Castello alla nobile famiglia dei Castro (anche Castello).
La costruzione della torre può essere collocata al principio del XII secolo. La massiccia struttura in grossi blocchi di pietra bugnata, alta 41 metri, presenta sottili feritoie nelle cortine murarie per l'illuminazione e alla sommità è coronata da una triplice cornice di archetti pensili sempre più aggettanti. Il motivo degli archetti pensili su mensole in pietra, sormontato dalla cornice a dente di sega, si trovava in quasi tutte le chiese dell'epoca, ma la sua ripetizione in ordini sovrapposti è senza dubbio originale. In modo analogo si coronarono altre torri di cui unico esempio completo, però duecentesco, è nella torre degli Spinola in piazza Caricamento. Potrebbe supporsi che il materiale impiegato provenisse dagli avanzi della prima cerchia di mura (post 864), ormai abbandonata, che correva poco lontano, mentre la tecnica era sempre la medesima usata nell'alto medioevo sul modello di quella tardo-romana. In città altre torri medievali in pietra, ormai mozzate in sommità, si trovano in Via di Canneto il Lungo, Vico Dietro il Coro di San Luca e nelle vicinanze del porto. La Torre dei Castro è infatti una delle poche sopravvissute ad un'ordinanza del 1196 che impose la riduzione dell'altezza di tutte le torri cittadine ed inoltre è una fra le poche, connotate politicamente, risparmiate dai periodici cambi di governo. Infatti, il podestà Drudo Marcellino ordinò che nessuna torre potesse superare l'altezza di 80 palmi (circa 20 metri). Mentre tutte le altre torri (ben 66 in tutta Genova fino al XIII secolo, 33 alla fine del XV secolo) vennero mozzate, una lapide posta alla sua base ricorda che la Torre - alta 165 palmi - fu risparmiata. La torre fu sottoposta nel 1926 ad un restauro integrativo (Orlando Grosso) della parte terminale e che vide l'aggiunta erroneamente della merlatura guelfa.
Federico Alizeri asserisce di non sapere se la famiglia costruì la torre per difesa personale o se, semplicemente, fosse congiunta alle mura, servendo da difesa pubblica «certo è ch'ella levasi in alto per 165 palmi […] e da imo a sommo (ch'è cosa mirabile) costrutta di pietre vive e partita d'archetti in più ordini, con magistero sì diligente e sottile, quanto non troveresti per avventura in altro monumento di quell'età».
Federico Alizeri narra che, nel 1196 Drudo Marcellino, podestà di Genova, diede ordine che le torri non superassero gli 80 palmi d'altezza e che quelle già esistenti, violanti il suo ordine, venissero ridotte all'altezza decisa. La Torre venne risparmiata secondo Alizeri «o per rispetto all'illustre casato, o per pietà del singolar monumento» (credendo che se trattava dal casato degli Embriaci).
Di questo fatto tien conto una lapide murata al fondo nel 1869 per cura della fu nobildonna Ludovica Brignole-Sale […] nella cui proprietà si condusse ultimamente la torre, passata per correr di secoli dagli Castro nei Cattanei, e da questi nei Sale.

## Palazzo Giulio Sale
Il palazzo Giulio Sale, anche conosciuto come palazzo Brignole Sale, è oggi suddiviso in unità abitative al civico numero 5 di piazza Embriaci, era originariamente identificato come domus con torre della famiglia Embriaci, il palazzo venne ceduto ai Cattaneo (1514). Nel 1583 fu acquistato da Giulio Sale che lo ristrutturò due anni dopo, secondo i canoni contemporanei. Dopo il 1607 il palazzo passò a Gio. Francesco Brignole I (Doge di Genova nel 1635 - 1637) che vi apportò le trasformazioni leggibili nella fisionomia attuale. Oltre ad una quadratura esterna, di cui rimangono pochi segni, vi sarebbero ancora affreschi attribuiti a Giovanni Andrea Ansaldo. Nel 1616 si verificò il primo intervento di sopraelevazione, a partire dal 1680 inizia il progressivo declino della costruzione che rimase proprietà dei Brignole Sale fino al 1869, anno in cui passò ai Melzi d'Eril. Del complesso, la cui leggibilità architettonica fu compromessa alla fine del XIX secolo con la suddivisione in unità abitative indipendenti, l'elemento più monumentale rimane la torre